# Illaunonearaun SPA
Illaunonearaun SPA este o arie protejată (arie de protecție specială avifaunistică — SPA) din Irlanda întinsă pe o suprafață de 45,95 ha, integral pe uscat.

## Localizare
Centrul sitului Illaunonearaun SPA este situat la coordonatele 52°39′08″N 9°44′01″W / 52.652219°N 9.733694°V.

## Înființare
Situl Illaunonearaun SPA a fost declarat arie de protecție specială avifaunistică în martie 2009 pentru a proteja 5 specii de animale.

## Biodiversitate
Situată în ecoregiunea atlantică, aria protejată nu include niciun habitat protejat.
La baza desemnării sitului se află mai multe specii protejate de  păsări (5): Branta leucopsis, Fulmarus glacialis, Larus argentatus, pescăruș negricios (Larus fuscus), cormoran mare (Phalacrocorax carbo).
Pe lângă speciile protejate, pe teritoriul sitului au mai fost identificate 1 specie de păsări.